# Verbena lindbergii
Verbena lindbergii — вид трав'янистих рослин родини Вербенові (Verbenaceae), ендемік пд. Бразилії.

## Поширення
Ендемік пд. Бразилії.